# 22 декември
22 декември е 356-ият ден в годината според григорианския календар (357-и през високосна). Остават 9 дни до края на годината.

## Събития
- 1216 г. – Папа Хонорий III утвърждава устава на Доминиканския орден.

- 1885 г. – Самураят Ито Хиробуми, става първият министър-председател на Япония.
- 1894 г. – Във Франция започва съдебния процес по Аферата Дрейфус.
- 1895 г. – Създателят на рентгеновия апарат Вилхелм Рентген прави първата рентгенова снимка – на ръката на съпругата си.
- 1920 г. – В СССР е утвърден плана електрификация на страната (ГОЕЛРО).
- 1920 г. – В Германия започват емисии на първото обществено радио.
- 1926 г. – Правителството на България сключва договора за Бежанския заем след продължителни преговори с посредничеството и при гаранцията на Обществото на народите.
- 1930 г. – Извършен е първият полет на първия в света стратегически боен самолет – съветския Ант-6 (ТБ-3).
- 1938 г. – Германският физико-химик Ото Хан извършва първи опит за разбиване на атомното ядро.
- 1944 г. – Втората световна война: Сформирана е армията на Виетнам, за да се противопостави на японската окупация.
- 1945 г. – САЩ признават правителството на Югославия начело с Йосип Броз Тито.
- 1954 г. – Установени са дипломатически отношения между България и Индия.
- 1971 г. – Дака е обявена за столица на Бангладеш.
- 1979 г. – Испанската област Каталуния получава автономия.
- 1989 г. – Румънската революция: След седмица кървави демонстрации, Йон Илиеску взема президентската власт в Румъния и сваля Николае Чаушеску и комунистическия режим.
- 1989 г. – В Берлин след почти 30 години е отворена Бранденбургската врата, което слага край на разделението на Източна и Западна Германия.
- 1990 г. – Лех Валенса встъпва в длъжността президент на Полша.
- 1992 г. – По време на захода за международното летище в Триполи, „Боинг 727-2L5“ при полет 1103 на „Либиян Араб Еърлайнс“, се сблъсква във въздуха с „МиГ-23UB“ на либийските ВВС, при което загиват 159 души.
- 1993 г. – Установени са дипломатически отношения между България и Северна Македония.
- 2001 г. – Ричард Рийд се опитва да унищожи пътнически самолет, като запалва експлозиви, скрити в обувките му на борда на полет 63 на American Airlines

## Родени
- 244 г. – Диоклециан, император на Римската империя († 311 г.)
- 1178 г. – Антоку, японски император († 1185 г.)
- 1639 г. – Жан Расин, френски драматург († 1699 г.)
- 1856 г. – Франк Билингс Келог, американски политик, Нобелов лауреат през 1929 г. († 1937 г.)
- 1858 г. – Джакомо Пучини, италиански композитор († 1924 г.)
- 1867 г. – Йозеф Мария Олбрих, австрийски архитект († 1908 г.)
- 1874 г. – Франц Шмит, австрийски композитор († 1939 г.)
- 1876 г. – Филипо Маринети, италиански писател († 1944 г.)
- 1877 г. – Костадин Баталов, български дипломат († 1938 г.)
- 1887 г. – Сриниваса Рамануджан, индийски математик († 1920 г.)
- 1899 г. – Жана Гендова, българска актриса († 1976 г.)
- 1903 г. – Холдън Хартлайн, американски физиолог, Нобелов лауреат през 1967 г. († 1983 г.)
- 1908 г. – Кочо Рацин, поет от Македония († 1943 г.)
- 1908 г. – Макс Бил, швейцарски архитект († 1994 г.)
- 1912 г. – Лейди Бърд Джонсън, първа дама на САЩ († 2007 г.)
- 1917 г. – Пол-Мари Йембит, габонски политик († 1979 г.)
- 1919 г. – Весела Василева, българска поетеса († 1944 г.)
- 1922 г. – Рут Роман, американска актриса († 1999 г.)
- 1926 г. – Алсидес Гиджа, уругвайски футболист († 2015 г.)
- 1930 г. – Тотю Тотев, български археолог († 2015 г.)
- 1933 г. – Иван Кънчев, български футболист († 2013 г.)
- 1937 г. – Ренате Велш, австрийска детска писателка
- 1939 г. – Цветана Сотирова, българска скиорка, състезателка по ски бягане
- 1943 г. – Дьорд Петри, унгарски поет († 2000 г.)
- 1943 г. – Пол Улфовиц, американски политик
- 1944 г. – Бари Дженкинс, британски музикант (The Animals)
- 1945 г. – Димитър Бояджиев, български композитор
- 1947 г. – Хироши Нагай, японски илюстратор и графичен дизайнер
- 1949 г. – Морис Гиб, американски певец (Bee Gees) († 2003 г.)
- 1949 г. – Робин Гиб, американски певец (Bee Gees) († 2012 г.)
- 1951 г. – Алексей Измирлиев, български диригент
- 1955 г. – Томас Зюдхоф, германско-американски биохимик и Нобелов лауреат
- 1956 г. – Соломон Паси, български политик
- 1960 г. – Фелицитас Хопе, немска писателка
- 1961 г. – Юрий Маленченко, руски космонавт от украински произход
- 1962 г. – Ралф Файнс, английски актьор
- 1963 г. – Джузепе Бергоми, италиански футболист
- 1968 г. – Дина Майър, американска актриса
- 1972 г. – Ванеса Паради, френска певица
- 1974 г. – Десислав Чуколов, български политик († 2022 г.)
- 1979 г. – Режи Дорн, френски футболист
- 1980 г. – Иван Мартинов, български футболист
- 1982 г. – Брук Невин, канадска актриса
- 1983 г. – Мира, попфолк певица
- 1983 г. – Бобо, български рапър и текстописец
- 1984 г. – Басхънтър, шведски певец, продуцент и диджей
- 1993 г. – Ралица Милева, българска гимнастичка

## Починали
- 69 г. – Вителий, римски император (* 15 г.)
- 1419 г. – Йоан XXIII, антипапа (* ок. 1730)
- 1590 г. – Амброаз Паре, френски хирург (* 1510 г.)
- 1603 г. – Мехмед III, 13-и султан на Османската империя (* 1566 г.)
- 1616 г. – Якоб Лемер, холандски мореплавател (* ок. 1585 г.)
- 1801 г. – Йован Раич, сръбски историк (* 1726 г.)
- 1828 г. – Уилям Уоластън, английски химик и физик (* 1766 г.)
- 1867 г. – Теодор Русо, френски художник (* 1812 г.)
- 1870 г. – Густаво Адолфо Бекер, испански поет и писател (* 1836 г.)
- 1880 г. – Джордж Елиът, английска писателка (* 1819 г.)
- 1891 г. – Нил Попов, руски историк (* 1833 г.)
- 1902 г. – Рихард фон Крафт-Ебинг, германски психиатър (* 1840 г.)
- 1912 г. – Август Розентал, български художник (* 1876 г.)
- 1928 г. – Димо Кьорчев, български литератор (* 1884 г.)
- 1933 г. – Преподобна Стойна, българска ясновидка (* 1883 г.)
- 1936 г.
  - Асен Златаров, български учен и белетрист (* 1855 г.)
  - Николай Островски, съветски писател (* 1904 г.)
- 1938 г. – Васил Моллов, български медик (* 1875 г.)
- 1943 г. – Беатрикс Потър, английска писателка (* 1866 г.)
- 1964 г. – Михаил Кремен, български писател (* 1884 г.)
- 1989 г. – Самюъл Бекет, ирландски драматург, писател и Нобелов лауреат през 1969 г. (* 1906 г.)
- 1991 г. – Стефан Кънев, български композитор и педагог (* 1930 г.)
- 1995 г. – Джеймс Мийд, британски икономист, Нобелов лауреат през 1977 г. (* 1907 г.)
- 1996 г. – Иван Спасов, български композитор (* 1934 г.)
- 1997 г. – Александър Геров, български писател (* 1919 г.)
- 2001 г. – Гжегож Чеховски, полски певец, композитор и текстописец (* 1957 г.)
- 2002 г. – Димитър Димитров, български политик (* 1932 г.)
- 2003 г.
  - Роуз Хил, английска актриса (* 1914 г.)
  - Черемухин, български хуморист (* 1930 г.)
- 2006 г. – Галина Устволская, руски композитор (* 1919 г.)
- 2014 г. – Джо Кокър, британски музикант и певец (* 1944 г.)

## Празници
- В Северното полукълбо се наблюдава зимно слънцестоене и начало на астрономическата зима, а в Южното полукълбо лятно слънцестоене
- България – Празник на Националната служба „Гранична полиция“ – Отбелязва се от 1992 г.
- Зимбабве – Ден на Съединението
- Индонезия – Ден на майката